# Séries télévisées diffusées sur NBC
Pour un article plus général, voir National Broadcasting Company.
Voici une liste non exhaustive des séries diffusées sur le réseau NBC.

## Séries diffusées actuellement par NBC

### Séries dramatiques
- New York, unité spéciale (Law & Order: Special Victims Unit) (1999–en cours)
- Chicago Fire (2012–en cours)
- Chicago PD (2014–en cours)
- Chicago Med (2015–en cours)
- New York, police judiciaire (Law & Order) (saison 21[1], depuis le 24 février 2022)[2]
- Brilliant Minds (en)[3] (depuis le 23 septembre 2024)[4]
- The Hunting Party (en)[5] (depuis le 19 janvier 2025)[6]

### Sitcoms
- Happy's Place (en)[7] (depuis le 18 octobre 2024)[4]
- St. Denis Medical (en)[8] (depuis le 12 novembre 2024)[4]

## Séries à venir
Les dates de première diffusion de certaines séries figurant dans cette liste seront dévoilés au cours de la saison.
- The Fall and Rise of Reggie Dinkins[9] (sitcom, pour la mi-saison 2025-2026)[10]
- Stumble[11] (comédie, pour la mi-saison 2025-2026)[10]

## Anciennes séries diffusées sur NBC

### Feuilletons
- A Date with Life (1955–1956)
- A Time to Live (1954)
- Another World (1964–1999)
- Ben Jerrod, Attorney at Law (1963)
- The Bennetts (1953–1954)
- Bright Promise (en) (1969–1972)
- Concerning Miss Marlowe (1954–1955)
- Des jours et des vies (Days of our Lives) (1965–2022, puis sur Peacock)
- The Doctors (en) (1963–1982)
- Fairmeadows USA (1951–1952)
- First Love (en) (1954–1955)
- Follow Your Heart (1953–1954)
- From These Roots (en) (1958–1961)
- Générations (Generations) (1989–1991)
- Golden Windows (en) (1954–1955)
- The Greatest Gift (1954–1955)
- Hawkins Falls, Population 6200 (en) (1950–1955)
- Hidden Faces (en) (1968–1969)
- The House on High Street (1959–1960)
- How to Survive a Marriage (en) (1974–1975)
- Kitty Foyle (1958)
- Lovers and Friends (en)/For Richer, For Poorer (1977–1978)
- Miss Susan (en) (1951)
- Modern Romances (1954–1958)
- Morning Star (en) (1965–1966)
- One Man's Family (en) (1949–1955)
- Our Five Daughters (en) (1962)
- Paradise Bay (en) (1965–1966)
- Passions (1999–2007)
- Return to Peyton Place (en) (1972–1974)
- Santa Barbara (1984–1993)
- C'est déjà demain (Search for Tomorrow) (1982–1986, anciennement sur CBS)
- Somerset (en) (1970–1976)
- Sunset Beach (1997–1999)
- Texas (1980–1982)
- These Are My Children (en) (1949)
- Three Steps to Heaven (en) (1953–1954)
- Today Is Ours (1958)
- The Way of the World (1955)
- The World of Mr. Sweeney (en) (1954–1955)
- Young Doctor Malone (en) (1958–1963)

### Séries dramatiques et fantastiques
- Sloane, agent spécial (A Man Called Sloane) (1979)
- A Year in the Life (1986–1988)
- Aaron's Way (en) (1988)
- A.D.: The Bible Continues (en) (2015)
- Auto-patrouille (Adam-12) (1968–1975)
- Le Chevalier Lancelot (The Adventures of Sir Lancelot) (1956–1957)
- Le crime est notre affaire (Agatha Christie's Partners in Crime) (1984)
- Alfred Hitchcock présente (Alfred Hitchcock Presents) (1960–1962)
- Alfred Hitchcock présente (Alfred Hitchcock Presents) (1985–1986)
- Suspicion (The Alfred Hitchcock Hour) ABC (1962–1964), (1964–1965)
- Allegiance (2015)
- Histoires fantastiques (Amazing Stories) (1985–1987)
- Mes plus belles années (American Dreams) (2002–2005)
- American Odyssey (2015)
- Aquarius (2015–2016)
- Armstrong Circle Theatre (1950–1957)
- Agence tous risques (The A-Team) (1983–1987)
- Awake (2012)
- B.J. and the Bear (1979–1981)
- Les Têtes brûlées (Baa Baa Black Sheep) (1976–1978)
- Banacek (1972–1974)
- Bare Essence (en) (1983)
- Bat Masterson (1958–1961)
- Alerte à Malibu (Baywatch) (1989–1990, puis syndication)
- Behind Closed Doors (1958–1959)
- Believe (2014)
- Berrenger's (en) (1985)
- Super Jaimie / La Femme bionique (The Bionic Woman) (1977–1978)
- Bionic Woman (2007)
- The Black Donnellys (2007)
- Blacke's Magic (en) (1986)
- The Blacklist (2013–2023)
- The Blacklist: Redemption (2017)
- Blindspot (2015–2020)
- Bluff City Law (2019)
- The Bold Ones: The Lawyers (1969–1972)
- The Bold Ones: The New Doctors (1969–1973)
- The Bold Ones: The Protectors (1969–1970)
- The Bold Ones: The Senator (1970–1971)
- Bonanza (1959–1973)
- The Book of Daniel (2006)
- Boomtown (2002–2003)
- Bracken's World (en) (1969–1970)
- Le Proscrit (Branded) (1965–1966)
- The Brave (2017–2018)
- The Bronx Zoo (en) (1987–1988)
- Buck Rogers au XXVe siècle (Buck Rogers in the 25th Century) (1979–1981)
- Camp (2013)
- The Cape (2011)
- Chase (1973–1974)
- Chase (2010–2011)
- Chicago Justice (2017)
- CHiPs (1977–1983)
- Chuck (2007–2012)
- Council of Dads (en)[12] (2020)[13]
- Circus Boy (1956–1957)
- Cold Feet (en) (1999)
- Columbo (1971–1977)
- Constantine (2014–2015)
- Conviction (2006)
- Les Incorruptibles de Chicago (Crime Story) (1986–1988)
- Crisis (2014)
- Crossbones (2014)
- Preuve à l'appui (Crossing Jordan) (2001–2007)
- Crossing Lines (2013)
- Crusoe (2008–2009)
- Daniel Boone (1964–1970)
- La Malédiction de Collinwood (Dark Shadows) (1991)
- Dark Skies : L'Impossible Vérité (Dark Skies) (1996–1997)
- Debris[14] (2021)[15]
- Deception (2013)
- The Deputy (1959–1961)
- Enquêtes à la une (Deadline) (2000–2001)
- The Doctor (en) (1952–1953)
- Do No Harm (2013)
- Le Jeune Docteur Kildare (Dr Kildare) (1961–1966)
- Dracula (2013–2014)
- Badge 714 (Dragnet) (1952–1959; 1967–1970)
- DOS : Division des opérations spéciales (E-Ring) (2005–2006)
- Earth 2 (1994–1995)
- Ed (2000–2004)
- The Eleventh Hour (en) (1962–1964)
- Ellery Queen, à plume et à sang (Ellery Queen) (1975–1976)
- Emerald City (2017)
- Emergency! (en) (1972–1977)
- The Endgame (en)[16] (2022)
- The Enemy Within (2019)
- Urgences (ER) (1994–2009)
- The Event (2010–2011)
- Fame (1982–1983)
- Le Père Dowling (Father Dowling Mysteries) (1989–1990)
- Father Murphy (1981–1983)
- Fear Itself (2008)
- The Firm (2012)
- La Main dans l'ombre (Five Fingers) (1959–1960)
- Flamingo Road (1981–1982)
- Flipper le dauphin (Flipper) (1964–1967)
- Found[17] (2023–2025)[18]
- Freaks and Geeks (1999–2000)
- Friday Night Lights (2006–2011)
- Game of Silence (2016)
- Annie, agent très spécial (The Girl from U.N.C.L.E.) (1966–1967)
- Good Girls (2018–2021)
- Goodyear Television Playhouse (en) (1951–1957)
- Goodyear Theatre (1957–1960)
- L'Ancien Testament (Greatest Heroes of the Bible) (1978–1979)
- Grimm (2011–2017)
- Grosse Pointe Garden Society[19] (2025)[20]
- Hannibal (2013–2015)
- La Loi selon Harry (Harry's Law) (2011–2012)
- Hawaii (2004)
- Heartbeat (2016)
- Heist (en) (2006)
- Hell Town (en) (1985)
- Heroes (2006–2010), Reborn (2015–2016)
- Le Grand Chaparral (The High Chaparral) (1967–1971)
- Police 2000 (The Highwayman) (NBC, sept 1987)
- Les Routes du paradis (Highway to Heaven) (1984–1989)
- Capitaine Furillo (Hill Street Blues) (1981–1987)
- Homicide (Homicide: Life on the Street) (1993–1999)
- Hot Pursuit (en) (1984)
- Hull High (en) (1990)
- Rick Hunter (Hunter) (1984–1991)
- Les Espions (I Spy) (1965–1968)
- Les Ailes du destin (I'll Fly Away) (1991–1993)
- The InBetween (en) (2019)[21]
- Dans la chaleur de la nuit (In the Heat of the Night) (1988–1992)
- Inconceivable (en) (2005)
- L'Homme de fer (Ironside) (1967–1975)
- Ironside (2013)
- Irrationnel (The Irrational)[22] (2023–2025)[18]
- JAG (1995–1996)
- James at 15 (en) (1977–1978)
- Joe Forrester (1975–1976)
- Johnny Staccato (1959–1960)
- Journeyman (2007)
- Kidnapped (2006)
- Le Cartel (Kingpin) (2003)
- Kings (2009)
- K 2000 (Knight Rider) (1982–1986)
- Le Retour de K 2000 (Knight Rider) (2008–2009)
- Kraft Television Theatre (en) (1947–1958)
- La Brea (2021–2023)
- La Loi de Los Angeles (L.A. Law) (1986–1994)
- Land of the Lost (1974–1977)
- Laramie (1959–1963)
- Laredo (1965–1967)
- Las Vegas (2003–2008)
- New Amsterdam (2018–2023)
- New York, police judiciaire (Law & Order) (1990–2010)
- New York, section criminelle (Law & Order: Criminal Intent) (2001–2007, puis USA Network)
- Los Angeles, police judiciaire (Law & Order: Los Angeles) (2010–2011)
- New York, crime organisé (Law & Order: Organized Crime)[23] (2021–2024[24], puis Peacock)
- New York, cour de justice (Law & Order: Trial by Jury) (2005)
- Law and Order True Crime: The Menendez Murders (2017)
- LAX (2004–2005)
- Life (2007–2009)
- La Légende de James Adams et de l'ours Benjamin (The Life and Times of Grizzly Adams) (1977–1978)
- Lincoln : À la poursuite du Bone Collector (Lincoln Rhyme: Hunt for the Bone Collector) (2020)
- Lipstick Jungle : Les Reines de Manhattan (Lipstick Jungle) (2008–2009)
- The Listener (2009)
- La Petite Maison dans la prairie (Little House on the Prairie) (1974–1983)
- Love Bites (2011)
- Lucas Tanner (en) (1974–1975)
- The Lyon's Den (en) (2003)
- Madigan (1972–1973)
- Magnum (Magnum P.I.)[25] (2023–24, CBS 2018–22)[26]
- Couleur Pacifique (Malibu Shores) (1996)
- L'Homme de l'Atlantide (Man from Atlantis) (1977–1978)
- Des agents très spéciaux (The Man from U.N.C.L.E.) (1964–1968)
- Manifest (2018–2021)
- Manimal (1983)
- Matlock (1986–1992)
- Un shérif à New York (McCloud) (1970–1977)
- McMillan (McMillan & Wife) (1971–1976)
- Medic (en) (1954–1956)
- NIH : Alertes médicales (Medical Investigation) (2004–2005)
- Medium (2005–2009), CBS (2009–2011)
- Mercy Hospital (Mercy) (2009–2010)
- Deux flics à Miami (Miami Vice) (1984–1989)
- Jack Killian, l'homme au micro (Midnight Caller) (1988–1991)
- Midnight, Texas (2017–2018)
- The Misadventures of Sheriff Lobo (1979–1981)
- Superminds (Misfits of Science) (1985–1986)
- Miss Match (2003)
- Mister Sterling (2003)
- Mockingbird Lane (2012)
- L'aventure est au bout de la route (Movin' On) (1974–1976)
- Mon meilleur ennemi (My Own Worst Enemy) (2008)
- The Mysteries of Laura (2014–2016)
- Mysterious Ways : Les Chemins de l'étrange (Mysterious Ways) (2000–2002)
- Les Règles du jeu (The Name of the Game) (1968–1971)
- National Velvet (en) (1960–1962)
- L'Homme à l'orchidée (Nero Wolfe) (1981)
- Night Gallery (1970–1973)
- Nightingales (en) (1989)
- The Night Shift (2014–2017)
- Nurses (en) (série canadienne, 2020)[27]
- Ordinary Joe (en)[28] (2021–2022)
- Les Médiums (The Others) (2000)
- Our House (1986–1988)
- Outlaw (en) (2010)
- Parenthood (2010–2015)
- Partners in Crime (en) (1984)
- Persons Unknown (2010)
- Perry Mason (1985–1995)
- Peter Gunn (1958–1960)
- Petrocelli (1974–1976)
- The Philanthropist (2009)
- The Philco Television Playhouse (1948–1955)
- The Playboy Club (2011)
- The Player (2015)
- Players, les maîtres du jeu (Players) (1997–1998)
- Police Story (1973–1977)
- Sergent Anderson (Police Woman) (1974–1978)
- The Powers of Matthew Star (1982–1983)
- Le Caméléon (The Pretender) (1996–2000)
- Prime Suspect (2011–2012)
- Profiler (1996–2000)
- Project U.F.O. (en) (1978–1979)
- Providence (1999–2003)
- Code Quantum (Quantum Leap) (1989–1993)
- Code Quantum (Quantum Leap)[29] (2022–2024)
- Quarterlife (en) (2008)
- Quincy (Quincy, M.E.) (1976–1983)
- Raines (2007)
- La Voix du silence (Reasonable Doubts) (1991–1993)
- Les Enquêtes de Remington Steele (Remington Steele) (1982–1987)
- Reverie (2018)
- Revolution (2012–2014)
- Richard Diamond (Richard Diamond, Private Detective) (1959–1960)
- Riptide (1984–1986)
- Rise (2018)
- Robert Montgomery Presents (en) (1950–1957)
- 200 dollars plus les frais (The Rockford Files) (1974–1980)
- Match contre la vie (Run for Your Life) (1965–1968)
- Sam Benedict (en) (1962–1963)
- Saving Hope (2012)
- Le Choix de... (Screen Directors Playhouse) (1955–1956)
- SeaQuest, police des mers (SeaQuest DSV) (1993–1996)
- Shades of Blue (2016–2018)
- Siberia (2013)
- Les Sœurs Reed (Sisters) (1991–1996)
- Sky King (1951–1959)
- The Slap (mini-série, 2015)
- Sleepwalkers : Chasseurs de rêves (Sleepwalkers) (1997–1998)
- Smash (2012–2013)
- Southland (2009) (sur TNT)
- Hôpital St Elsewhere (St. Elsewhere) (1982–1988)
- Star Trek (1966–1969)
- State of Affairs (2014–2015)
- Stingray (1986–1987)
- Studio 60 on the Sunset Strip (2006–2007)
- Suits LA[30] (2025)[20]
- Supertrain (1979)
- Surface (2005–2006)
- La Loi de la Nouvelle Orléans (en) (Sweet Justice) (1994–1995)
- Le Signe de justice (Sword of Justice) (1978–1979)
- T.H.E. Cat (1966–1967)
- Taken (2017–2018)
- Tarzan (1966–1968)
- Taxi Brooklyn (2014)
- Tenafly (1973–1974)
- Then Came Bronson (en) (1969–1970)
- The Thing About Pam (mini-série, 2022)[2]
- New York 911 (Third Watch) (1999–2005)
- This Is Us (2016–2022)
- Thriller (1960–1962)
- Timeless (2016–2018)
- Titans (2000–2001)
- Trauma (2009–2010)
- Trinity (1998–1999)
- True Blue (en) (1989–1990)
- UC: Undercover (en) (2001–2002)
- Undercovers (2010)
- V (1984–1985)
- The Village (en) (2019)
- Viper (1994)
- Le Virginien (The Virginian) (1962–1971)
- Voyages au bout du temps (Voyagers !) (1982–1983)
- La Grande Caravane (Wagon Train) (1957–1962)
- À la Maison-Blanche (The West Wing) (1999–2006)
- The Wide Country (en) (1962–1963)
- Windfall : Des dollars tombés du ciel (Windfall) (2006)
- The Yellow Rose (en) (1984)
- You, Me and the Apocalypse (dramédie, 2016)
- Zoey et son incroyable playlist (Zoey's Extraordinary Playlist) (musical, 2020–2021)

### Sitcoms
- 30 Rock (2006–2013)
- Troisième planète après le Soleil (3rd Rock from the Sun) (1996–2001)
- 90 Bristol Court (en) (1964–1965)
- 100 Questions (2010)
- 227 (en) (1985–1990)
- 1600 Penn (2012–2013)
- Adam Sullivan (A.U.S.A.) (2003)
- Abby's (en) (2019)
- About a Boy (2014–2015)
- A Brand New Life (1989)
- Accidental Family (en) (1967–1968)
- The Aldrich Family (en) (1949–1953)
- ALF (1986–1990)
- Amen (1986–1991)
- American Auto (en) (2021–2023)[31]
- Andy Barker, P.I. (en) (2007)
- Animal Practice (2012)
- A.P. Bio (2018–2019)
- Are You There, Chelsea? (2012)
- A to Z (2014–2015)
- Bachelor Father (en) (1959–1961)
- Bad Judge (2014–2015)
- Bent (2012)
- Best Friends Forever (2012)
- The Bill Cosby Show (en) (1969–1971)
- Petite Fleur (Blossom) (1991–1995)
- The Bob Crane Show (en) (1975)
- The Bob Cummings Show (en) (1955; 1957–1959)
- Bosom Buddies (en) (1984)
- Boston Common (en) (1996–1997)
- Brooklyn Nine-Nine (2013–2018 sur Fox, 2019–2021 sur NBC)
- Salut les frangins (Brotherly Love) (1995–1996), The WB (1996–1997)
- Brothers and Sisters (en) (1979)
- Buffalo Bill (1983–1984)
- Café Americain (en) (1993–1994)
- Génération musique (California Dreams) (1992–1996)
- Camp Runamuck (en) (1965–1966)
- Captain Nice (1967)
- Car 54, Where Are You? (en) (1961–1963)
- The Carmichael Show (2015–2017)
- Caroline in the City (1995–1999)
- Champions (2018)
- Cheers (1982–1993)
- Chico and the Man (en) (1974–1978)
- City Guys (en) (1997–2001)
- Marni et Nate (Committed) (2005)
- Community (2009–2014, puis sur Yahoo!)
- Connecting (en)[32] (2020)[33]
- Conrad Bloom (en) (1998)
- Cosby Show (The Cosby Show) (1984–1992)
- Coupling (2003)
- Crowded (2016)
- Mon ex, mon coloc et moi (Cursed / The Weber Show) (2000–2001)
- Day by Day (en) (1988–1989)
- The Days and Nights of Molly Dodd (en) (1987–1988)
- Dear John (en) (1988–1992)
- The Debbie Reynolds Show (en) (1969–1970)
- Arnold et Willy (Diff'rent Strokes) (1978–1985)
- Campus Show (A Different World) (1987–1993)
- Double Trouble (en) (1984–1985)
- Down Home (en) (1990–1991)
- Easy Street (en) (1986–1987)
- Emeril (2001)
- Empty Nest (1988–1995)
- Ensign O'Toole (1962–1963)
- Ethel and Albert (en) (1953–1954)
- Extended Family (en)[34] (2023–2024)[35]
- Drôle de vie (The Facts of Life) (1979–1988)
- Sacrée Famille (Family Ties) (1982–1989)
- Papa a raison (Father Knows Best) (1955–1958)
- Ferris Bueller (en) (1990–1991)
- Fired Up (en) (1997–1998)
- The Fighting Fitzgeralds (en) (2001)
- Pour le meilleur... ? (For Your Love) (1998) puis The WB
- Four Kings (en) (2006)
- Frasier (1993–2004)
- Free Agents (2011)
- Le Prince de Bel-Air (The Fresh Prince of Bel-Air) (1990–1996)
- Friends (1994–2004)
- Friends with Benefits (2011)
- Max la Menace (Get Smart) (1965–1969)
- Madame et son fantôme (The Ghost & Mrs. Muir) (1968–1969)
- Allô Nelly bobo (Gimme a Break!) (1981–1987)
- Go Fish (en) (2001)
- Les Craquantes (The Golden Girls) (1985–1992)
- The Good Life (en) (1971–1972)
- Good Morning, Miami (2002–2003)
- Bonjour, miss Bliss (Good Morning, Miss Bliss) (1987)
- The Good Place (2016–2020)
- Go On (2012–2013)
- Grady (en) (1975–1976)
- Grand Crew (en) (2021-2023)[31]
- Grandpa Goes to Washington (en) (1978–1979)
- Great News (2017–2018)
- Growing Up Fisher (2014)
- Guys with Kids (2012–2013)
- Hang Time (en) (1995–2000)
- Hank (en) (1965–1966)
- The Hank McCune Show (1950)
- Happy Family (2003–2004)
- Harry's Girls (en) (1963–1964)
- Harper Valley PTA (en) (1981–1982)
- Here and Now (en) (1992–1993)
- Adèle (Hazel) (1961–1965)
- Hello, Larry (en) (1979–1980)
- Hey, Landlord (en) (1966–1967)
- Pour le meilleur et pour le pire (Hidden Hills) (2002–2003)
- Valérie (The Hogan Family) (1986–1990)
- Hope and Gloria (en) (1995–1996)
- House Rules (en) (1998)
- Jinny de mes rêves (I Dream of Jeannie) (1965–1970)
- I Feel Bad (en) (2018)[36]
- I Married Joan (1952–1955)
- Indebted (en) (2020)[37]
- In-Laws (en) (2002–2003)
- In the House (en) (1995–1997)
- Inside Schwartz (en) (2001–2002)
- It's Your Move (1984–1985)
- The Jack Benny Program (1954–1955)
- The Jeff Foxworthy Show (en) ABC (1995–1996), NBC (1996–1997)
- Jennifer Slept Here (en) (1983–1984)
- Jesse (1998–2000)
- The Jimmy Stewart Show (en) (1971–1972)
- Joey (2004–2006)
- The Joey Bishop Show (en) (1961–1964)
- The John Larroquette Show (1993–1996)
- Julia (en) (1968–1971)
- Voilà ! (Just Shoot Me!) (1997–2003)
- Kath & Kim (en) (2008–2009)
- Kenan (en)[38] (2021–2022)[39]
- Kristin (2001)
- The Last Precinct (1986)
- LateLine (en) (1998–1999)
- The Life of Riley (en) (1949–1950; 1953–1958)
- Lopez vs Lopez (en)[40] (2022–2025)[41]
- Love, Sidney (en) (1981–1983)
- Dingue de toi (Mad About You) (1992–1999)
- Madman of the People (en) (1994–1995)
- Mama's Family (1983–1984)
- Marlon (2017–2018)
- Marry Me (2014–2015)
- The Michael J. Fox Show (2013–2014)
- The Michael Richards Show (2000)
- The Mike O'Malley Show (en) (1999)
- Mister Peepers (en) (1952–1955)
- The Mommies (en) (1993–1995)
- Mona McCluskey (en) (1965–1966)
- The Monkees (1966–1968)
- The Mothers-in-Law (en) (1967–1969)
- Mr. Mayor (2021–2022)
- Mr. Robinson (en) (2015)
- Mr. Smith (en) (1983)
- My Little Margie (en) (1953–1955)
- Une mère pas comme les autres (My Mother the Car) (1965–1966)
- Earl (My Name Is Earl) (2005–2009)
- Mes deux papas (My Two Dads) (1987–1990)
- My World and Welcome to It (en) (1969–1970)
- Une fille à scandales (The Naked Truth) ABC (1995–1996), NBC (1996–1998)
- The New Normal (2012–2013)
- Infos FM (NewsRadio) (1995–1999)
- Tribunal de nuit (Night Court) (1984–1992)
- Night Court (en)[42] (2023–2025)[26]
- Nurses (en) (1991–1994)
- Occasional Wife (en) (1966–1967)
- The Office (2005–2013)
- One Big Happy (2015)
- Outsourced (2010–2011)
- Parks and Recreation (2009–2015)
- Coup double (The Partners) (1971–1972)
- The Paul Reiser Show (en) (2011)
- The People’s Choice (en) (1955–1958)
- Perfect Couples (en) (2011)
- Perfect Harmony (en) (2019–2020)
- Please Don't Eat the Daisies (en) (1965–1967)
- Powerless (2017)
- The Powers That Be (en) (1992–1993)
- Punky Brewster (1984–1986)
- The Pursuit of Happiness (en) (1995)
- Rhythm & Blues (en) (1992)
- Sanford (en) (1980–1981)
- Sanford and Son (1972–1977)
- Sanford Arms (en) (1977)
- Sauvés par le gong (Saved by the Bell) (1989–1993)
- Sauvés par le gong : Les Années lycée (Saved by the Bell: The College Years) (1993–1994)
- Sauvés par le gong : La Nouvelle Classe (Saved by the Bell: The New Class) (1993–2000)
- Save Me (2013)
- Scrubs (2001–2008), ABC (2009–2010)
- Sean Saves the World (2013–2014)
- The Second Half (en) (1993–1994)
- Seinfeld (1989–1998)
- Ricky ou la Belle Vie (Silver Spoons) (1982–1986)
- The Single Guy (en) (1995–1997)
- Sirota's Court (en) (1976–1977)
- L'ange revient (Sister Kate) (1989–1990)
- Something So Right (en) (1996–1998)
- Something Wilder (en) (1994–1995)
- Stanley (en) (1956–1957)
- Stark Raving Mad (1999–2000)
- Susan (en) (Suddenly Susan) (1996–2000)
- Sunnyside (en)[43] (2019)
- Superstore (2015–2021)
- The Tab Hunter Show (1960–1961)
- Tattingers (en) (1988)
- Taxi ABC (1978–1982), NBC (1982–1983)
- Teachers (en) (2006)
- Telenovela (2015–2016)
- Monsieur et Madame détective (The Thin Man) (1957–1959)
- Three Sisters (en) (2001–2002)
- La Famille Torkelson (The Torkelsons) (1991–1993)
- The Tracy Morgan Show (2003–2004)
- Trial & Error (2017–2018)
- Truth Be Told (2015)
- Tucker (2000)
- Twenty Good Years (2006)
- Undateable (2014–2016)
- Union Square (en) (1997–1998)
- Up All Night (2011–2012)
- Les Dessous de Veronica (Veronica's Closet) (1997–2000)
- The Wackiest Ship in the Army (en) (1965–1966)
- Ellie dans tous ses états (Watching Ellie) (2002–2003)
- We Got It Made (en) (1983–1984)
- Welcome to Sweden (série suédoise, 2014–2015)
- Welcome to the Family (2013)
- Whitney (2011–2013)
- Whoopi (2003–2004)
- Will et Grace (Will & Grace) (1998–2006, 2017–2020)
- Wings (1990–1997)
- Working (en) (1997–1999)
- Working Girl (en) (1990)
- Working the Engels (2014)
- Young Rock (2021–2023)

### Mini-séries
- Le 10e Royaume (The 10th Kingdom) (2000)
- Colorado (Centennial) (1978–1979)
- Les Nouvelles Aventures de Davy Crockett (1988–1989)
- Les Voyages de Gulliver (Gulliver's Travels) (1996)
- Holocauste (Holocaust) (1978)
- Le Dernier Templier (The Last Templar) (2009)
- Révélations (Revelations) (2005)
- Rosemary's Baby (2014)
- Shōgun (1980)

### Téléfilms
- Téléfilms de NBC

### Animation
- Séries d'animation de NBC
- Le Roi de Las Vegas (Father of the Pride) (2004)
- Spider-Man and His Amazing Friends (1981-1983)

### Cas spéciaux
- Next Caller, choisie pour la mi-saison 2012-2013[44] mais jamais diffusée[45].
- Coach[46], comédie, 13 épisodes commandés pour la mi-saison 2015-2016, puis annulé[47].